# Karbamat
Karbamati su organska jedinjenja izvedena iz karbaminske kiseline. Karbamatna grupa, karbamatni estar, i karbaminske kiseline su srodne funkcionalne grupe. Karbamatni estri se takođe nazivaju uretanima.

## Sinteza
Karbaminske kiseline su izvedene iz amina:
Karbaminska kiselina i sirćetna kiselina imaju sličnu kiselost. Jonizacijom protona nastaje karbamatni anjon, konjugovana baza karbaminske kiseline:
Karbamati se takođe mogu formirati hidrolizom hloroformamida:
Karbamati mogu nastati putem Kurtiusovog preuređivanja, pri čemu izocijanati reaguju sa alkoholom.